# كريس إيكونوميديس
كريس يكونوميديس (بالإنجليزية: Chris Ikonomidis)‏ (5 مايو 1995 بسيدني في أستراليا - ) هو لاعب كرة قدم أسترالي في مركز الوسط. شارك مع منتخب أستراليا تحت 20 سنة لكرة القدم ومنتخب أستراليا الوطني لكرة القدم تحت 23 سنة ومنتخب أستراليا لكرة القدم. أما مع النوادي، فقد لعب مع نادي ساليرنيتانا ونادي لاتسيو.

## وصلات خارجية
- كريس إيكونوميديس على موقع قاعدة بيانات كرة القدم.إي يو (الإنجليزية)
- كريس إيكونوميديس على موقع ناشيونال فوتبول تيمز (الإنجليزية)
- كريس إيكونوميديس على موقع Soccerway.com (الإنجليزية)
- كريس إيكونوميديس على موقع AS.com (الإسبانية)